# Boljevac
Pour les articles homonymes, voir Boljevac (homonymie).
Boljevac (en serbe cyrillique : Бољевац) est une ville et une municipalité de Serbie situées dans le district de Zaječar. Au recensement de 2011, la ville  comptait 3 332 habitants et la municipalité dont elle est le centre 12 865.

## Géographie
Boljevac est situé à l'est de la Serbie centrale, dans la région de la Timočka krajina, la « krajina du Timok ». La ville se trouve dans la vallée du Crni Timok, le « Timok noir ». En dehors de cette vallée, la région est essentiellement montagneuse ; Boljevac est ainsi entourée par les monts Kučaj, Samanjac, Rtanj, Tumba, Slemen et Tupižnica.
La municipalité est entourée par les municipalités de Sokobanja, Ražanj, Paraćin, Despotovac, Bor, Zaječar et Knjaževac. La ville est située sur la route européenne E761, entre les villes de Paraćin et de Zaječar.

## Localités de la municipalité de Boljevac

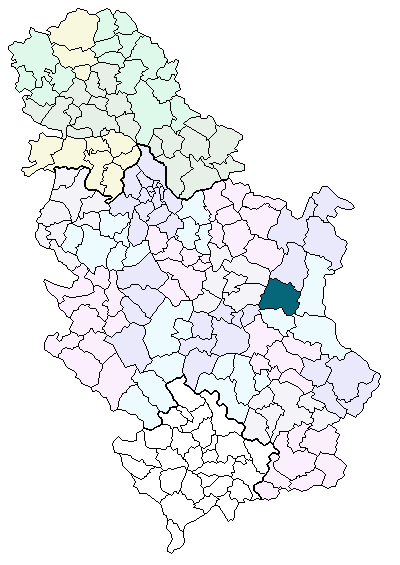
Localisation de la municipalité de Boljevac en Serbie

La municipalité de Boljevac compte 20 localités :
| - Bačevica - Bogovina - Boljevac - Boljevac Selo - Valakonje - Vrbovac - Dobro Polje - Dobrujevac - Ilino - Jablanica | - Krivi Vir - Lukovo - Mali Izvor - Mirovo - Osnić - Podgorac - Rtanj - Rujište - Savinac - Sumrakovac |

Boljevac et Bogovina sont officiellement classées parmi les « localités urbaines » (en serbe : градско насеље et gradsko naselje) ; toutes les autres localités sont considérées comme des « villages » (село/selo).

## Démographie

### Ville

#### Évolution historique de la population dans la ville
| 1948  | 1953  | 1961  | 1971  | 1981  | 1991  | 2002  | 2011  |
| ----- | ----- | ----- | ----- | ----- | ----- | ----- | ----- |
| 1 082 | 1 259 | 1 400 | 2 288 | 3 289 | 3 926 | 3 784 | 3 332 |

### Municipalité

#### Évolution historique de la population dans la municipalité
| 1948   | 1953   | 1961   | 1971   | 1981   | 1991   | 2002   | 2011   |
| ------ | ------ | ------ | ------ | ------ | ------ | ------ | ------ |
| 25 423 | 25 831 | 26 277 | 23 335 | 21 818 | 19 384 | 15 849 | 12 865 |

#### Répartition de la population par nationalités dans la municipalité (2002)
Les villages de Bačevica, Valakonje, Osnić et Podgorac possèdent une population à majorité valaque. Tous les autres villages sont habités majoritairement par des Serbes, à l'exception de Dobro Polje, qui est habité par une majorité relative de Serbes.

## Politique
À la suite des élections locales serbes de 2008, les x sièges de l'assemblée municipale de Boljevac se répartissaient de la manière suivante :
| Parti                                                                         | Sièges |
| ----------------------------------------------------------------------------- | ------ |
| Parti démocratique de Serbie                                                  | 12     |
| Pour une Serbie européenne                                                    | 6      |
| Parti radical serbe                                                           | 4      |
| Parti socialiste de Serbie - Parti des retraités unis de Serbie - Serbie unie | 3      |
| Liste « Mouvement pour Boljevac »                                             | 2      |
| Liste « Pour la municipalité de Boljevac »                                    | 2      |

Nebojša Marjanović, membre du Parti démocratique de Serbie (DSS) de l'ancien premier ministre Vojislav Koštunica, a été réélu président (maire) de la municipalité.

## Tourisme
La municipalité de Boljevac est riche en sites naturels, avec les monts Rtanj, Kučaj, Malinik ou encore des rivières, comme la Radovanjska reka ; le Crni Timok prend sa source près de Krivi Vir. On peut également y visiter la grotte de Bogovina.
Sur le plan culturel, le monastère orthodoxe serbe de Krepičevac se trouve près du village de Jablanica ; son église consacrée à la Sainte-Mère-de-Dieu, date des années 1500 et elle abrite une iconostase et des fresques. Près du village de Lukovo, se trouve le monastère de Lapušnja, dont l'église, dédiée à Saint-Nicolas, a été construite en 1501. Le village de Krivi Vir abrite le monastère de Lozica, qui date du XIVe siècle.

## Économie
Boljevac est le siège de la société IMT Standard holding, qui fabrique notamment du matériel agricole.

## Coopération internationale
Boljevac est jumelée avec la ville suivante :
- Kavadarci (Macédoine)